# Kastehelmi
Kastehelmi är ett kvinnonamn i Finland som bärs av till exempel folklore-artisten Kastehelmi Karjalainen.

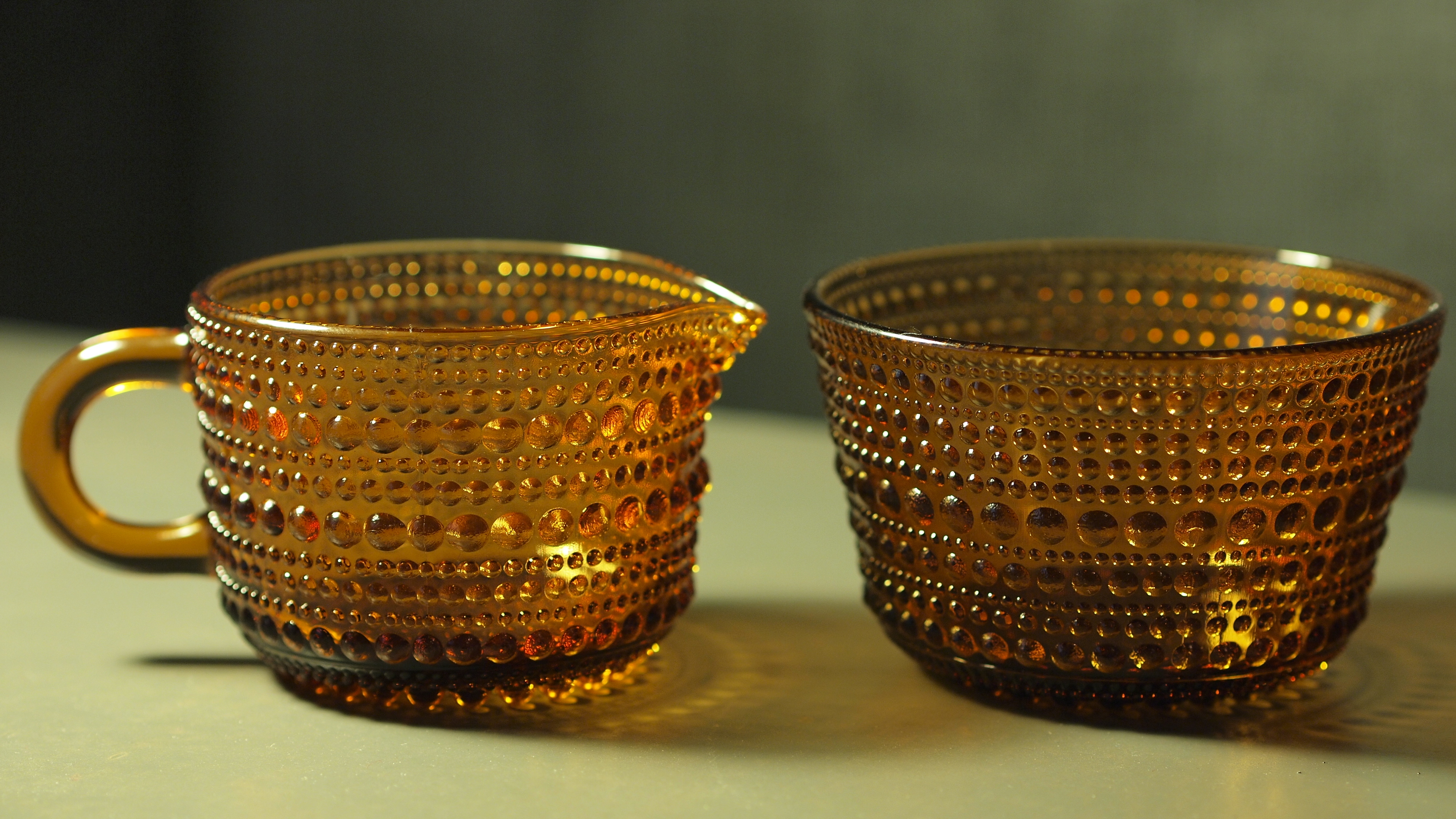

Kastehelmi är en glasservis som formgavs 1964 av Oiva Toikka för Notsjö glasbruk i Finland. Det finska ordet Kastehelmi betyder daggdroppe, och syftar på ringarna av små glasbubblor som sträcker sig utåt från mitten av varje pjäs. Toikka fick idén att använda droppar av glas som dekoration när han funderade över olika sätt att dölja delningslinjerna från formen. Glasservisen finns i flera olika färger. Notsjö glasbruk fusionerades med Iittala 1988 och Kastehelmi-serien återlanserades 2010 under detta varumärke.